# وویچ
وویچ (به لاتین: Łowicz، تلفظ: [ˈwɔvʲit͡ʂ]) یک شهرک در لهستان است که در شهرستان وویچ واقع شده‌است.

## خصوصیات
وویچ ۲۳٫۴۱ کیلومترمربع مساحت و ۳۰٬۲۰۴ نفر جمعیت دارد.

## خواهرخوانده
شهر Lubliniec خواهرخواندهٔ وویچ هست.